# Fyrtornet på Faros

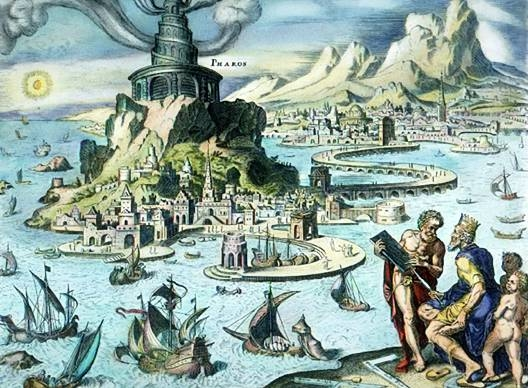
Handmålad gravyr av Maerten van Heemskerck

Fyrtornet på Faros var ett fyrtorn på ön Faros utanför Alexandrias hamn, Egypten. Det var det av de sju underverken som efter Cheopspyramiden klarade sig längst. Det byggdes av Sostratos från Knidos omkring 280 f.Kr. på order av Ptolemaios I som var en av Alexander den stores generaler som efter dennes död blev Soter (som betyder frälsare eller kung) av Egypten. Fyrtornet byggdes för att lotsa de många handelsfartygen till Alexandrias hamn.

## Fyrtornet

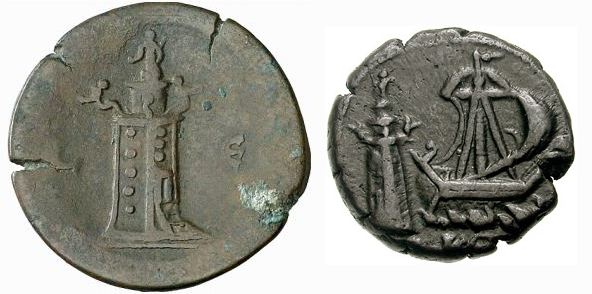
Mynt från Alexandria som avbildar fyrtornet.

Uppförandet av fyrtornet leddes sannolikt av makedonska och grekiska ingenjörer och det tros ha tagit cirka 15 år för egyptiska arbetare att uppföra byggnadsverket.
Det är omtvistat hur högt tornet var. Några uppger att det var 150 meter högt och syntes 10 km bort. Andra uppger höjden till omkring 70 meter. Forskare har genom att använda sig av Sostratos berättelse, vilken angav höjd i förhållande till fartyg, beräknat höjden till omkring 120 meter. Historikern Josefus skrev att tornet syntes på mer än 56 kilometers håll, vilket kräver en höjd på minst 120 meter.
Fyrtornet tros ha haft en spegel av brons som reflekterade solljuset under dagen och på natten var en eld synlig i mörkret. Bränslet till elden fraktades upp till ett stort fyrfat i toppen genom en svagt sluttande spiralgång.
Romerska mynt från myntverket i Alexandria visar en staty av Poseidon eller Zeus på toppen av fyrtornet.
Den romerske historikern Strabon besökte Egypten år 25 före Kristus och kunde berätta att "På öns yttersta spets finns en klippa, som är helt omgiven av havet. På den reser sig ett torn. Byggnaden är uppförd i vit marmor med många våningar och bär samma namn som ön". Den arabiske författaren al-Bakri beskrev på 1000-talet byggnaden: "Nedersta delen är gjord som en fyrkant och byggd av rektangulära stenar. Fogarna är så väl dolda att det hela ser ut att vara format av ett enda stenblock". Genom al-Bakri vet man också att fyrtornet var indelat i ett stort antal rum, snillrikt konstruerade så att stormar inte skulle få tornet att svaja.
Fyrtornets främsta uppgift var att lotsa handelsfartyg till Alexandrias välbesökta hamn och detta bidrog även till att Biblioteket i Alexandria kunde byggas upp, eftersom alla fartygskaptener enligt en lag var ålagda att överlämna alla sina skriftrullar till biblioteket för avskrifter.
Det skadades av jordbävningar 1303 och 1323, och 1480 var det totalt försvunnet, då Egyptens sultan Qa'it Baj använt resterna till att bygga ett närliggande fort.

## Forskning och nutida planer
Den tyske forskaren Herman Thiersch studerade källor från antiken och gav ut ett stort verk, "Faros", 1909. Han beskrev tre nivåer i konstruktionen - en fyrkantig bas, en åttakantig mittsektion och en cirkelrund överdel. Väggarna lutade svagt inåt, och en spiralformad ramp ledde till toppen.
År 1994 undersökte dykare Alexandrias östra hamn och fann hundratals stora klippblock och andra arkeologiska fynd som kan komma från fyrtornet. Myndigheterna har nu avsatt området som en undervattenspark.
Det finns planer på att återuppbygga fyrtornet.

## Betydelse
Ordet faros har givit namn åt ordet fyr på franska, spanska, italienska, rumänska, portugisiska och hebreiska. Även det franska ordet för bilstrålkastare har lånats av Faros.
Den anses även vara modellen för minareterna vid moskéer, där ordet "minaret" är en direkt översättning ifrån arabiskans "fyrtorn" eller "ljusplats".[källa behövs]

## Fotnoter
1. ↑  Vilken typ av bränsle som användes är inte känt. Eftersom det inte fanns mycket trä i Egypten tror historikerna att bränslet troligen var växtoljor, en blandning av olja och träavfall eller möjligen djurspillning.
2. ↑  Historikerna tror dock att det snarare var polerad vit kalksten, precis som på de egyptiska pyramiderna.